# 888poker
888poker, având denumirea anterioară de Pacific Poker, este o rețea internațională de poker online deținută de 888 Holdings. 888poker a fost înființată în 2002 și are sediul în Gibraltar. Este cel de-al doilea site de poker online la nivel mondial.

## Istoric
Lansat inițial sub denumirea de Pacific Poker în anul 2002, ulterior site-ul a fost redenumit 888poker. Inițial Pacific Poker a acceptat jucători din toată lumea și a avut succes încă de la început, deoarece la site au aderat jucătorii de pe renumitul site de cazinou 888, care fusese lansat cu câțiva ani mai înainte, mai precis în 1997.
Când cel de-al 109-lea Congres al Statelor Unite a votat legea Unlawful Internet Gambling Enforcement Act din 2006 (UIGEA), 888poker a fost forțat să-și închidă ușile pentru jucătorii din SUA.
888poker a fost prima cameră de poker online care a lansat mese de poker cu cameră web, dându-le jucătorilor posibilitatea de a interacționa mai mult și transformând jocul într-o experiență mai socială.
În România, 888poker a lansat o versiune localizată în septembrie 2016, anunțând la vremea respectivă faptul că "Noua versiune a site-ului va fi complet localizată, astfel ca jucătorii să poată experimenta jocurile în limba maternă și să își poată administra mai bine finanțele în lei".
888poker este sponsor al programului TV German High Roller transmis pe Sport1.

## Premii
| Premiu                                               | An                 |
| Cel mai Bun Operator Digital, Premiile Global Gaming | 2016               |
| Cel mai Bun Produs de Gaming                         | 2012               |
| Operatorul anului, premiile operator eGR             | 2011, 2012 și 2013 |
| Operatorul cu Responsabilitate Socială al Anului     | 2010               |

## Ambasadorii 888poker
Un număr mare de jucători profesioniști de poker și de vedete sunt ambasadori ai 888poker. Printre personalitățile care s-au alăturat Echipei 888poker se numără Dominik Nitsche, Martin Jacobson, Chris Moorman, Sofia Lövgren, Kara Scott, Natalie Hof, Parker Talbot, Vivian Saliba, fostul jucător internațional australian de crichet Shane Warne, campionul UFC la categoria semimijlocie George St. Pierre, și fostul fotbalist Denílson.
Fotbalistul uruguaian Luis Suárez a semnat și el un contract cu 888poker în anul 2014. Acest parteneriat însă a luat sfârșit ca urmare a evenimentelor din cadrul Campionatului Mondial de Fotbal din anul 2014.

## Turnee de Poker Live

### 888poker Live și XL Championships Series
888poker găzduiește evenimentul 888poker Live de câteva ori pe an, o serie de turnee de poker ce se desfășoară în diferite orașe de pe glob. Mai mult, 888poker organizează trei legende online - XL Inferno , XL Eclipse și  XL Blizzard – cunoscute sub denumirea de XL Championships Series.
În februarie 2018, Andrei Rocolta din România a învins 469 jucători și a câștigat premiul întâi în valoare de 71.042 € din cadrul 888poker LIVE București.

### World Series of Poker
Din 2014, 888poker este sponsorul principal și organizator exclusiv al rundelor pentru calificare la World Series of Poker din Las Vegas.

### Super High Roller Bowl
În 2016, 2017 și 2018, 888poker a fost sponsorul principal al Super High Roller Bowl găzduit de Poker Central în  Aria Resort & Casino în Las Vegas. Acest turneu cu o sumă de 300.000 $ a fost al doilea cel mai scump turneu de poker din lume din anul 2017.

### World Poker Tour
În noiembrie 2017, 888poker și World Poker Tour au încheiat un parteneriat care a permis imediat tuturor jucătorilor de pe 888poker să se califice direct for the WPT DeepStacks din Berlin.